# 四季教育
四季教育是中華人民共和國一家教育培訓機構，成立於2007年。四季教育最初提供小学奥数補課服務，後來課程範圍逐步擴大。2016年至2017年6月30日，该機構是上海小学生最大的课后数学教育服务提供商。2017年，公司在纽交所上市。受雙減影響。四季教育于2021年底前停止在中国大陆地区为幼儿园至九年级的学生提供学科相关的辅导服务。

## 外部連結
- 官方网站